# Paul Badura-Skoda
Paul Badura-Skoda, né le 6 octobre 1927 à Vienne et mort le 25 septembre 2019 dans la même ville, est un pianiste autrichien.

## Biographie
Paul Badura-Skoda fut l'élève d'Edwin Fischer aussi bien dans le jeu que dans la réflexion sur les œuvres. Cherchant à interroger le morceau musical et à en retrouver l'esprit, il a mis en place un travail musicologique considérable. Ce représentant de l'école viennoise étudie avec brio le classicisme de Haydn, Mozart, Beethoven ou Schubert, qu'il essaie de restituer aussi fidèlement que possible. Ce travail se double d'une interprétation sur instruments d'époque, tout particulièrement sur un pianoforte Schantz, datant des dernières années de la vie de Mozart. Ainsi, lui doit-on des intégrales des sonates de Mozart, de Beethoven et de Schubert. Paul Badura-Skoda joue aussi sur instrument moderne, tout particulièrement sur un Bösendorfer, piano viennois s'il en est.
Soliste talentueux, Paul Badura-Skoda a joué avec Jörg Demus (son complice de piano à quatre mains), David Oïstrakh, Herbert Karajan, Wilhelm Furtwängler, Karl Böhm, Charles Mackerras, John Eliot Gardiner et bien d'autres artistes de grande renommée. Il a été professeur des pianistes Anne Queffélec, Jean-Marc Luisada, Joël Rigal, Géry Moutier, Marie-Catherine  Girod entre autres.
Il a été membre du jury du Concours international de piano Paloma O'Shea en 1987.
Il est l'auteur de plusieurs ouvrages de référence :
- Les Sonates pour piano de Ludwig van Beethoven, Paris, Lattès, 1981
- L'Art de jouer Mozart au piano, Eva et Paul Badura-Skoda, texte français de Christiane et Melchior de Lisle, Paris, Buchet/Chastel, 1995
- L’Art de jouer Bach au clavier, texte français de Marc Vignal, Paris, Buchet/Chastel, 1999
- Être musicien, Hermann, 2007

## Discographie
Au total, sa discographie compte plus de 200 enregistrements, dans un répertoire étendu comportant des compositeurs tels que Bach, Berg, Brahms, Chopin, Haydn, Liszt, Martin, Mozart, Ravel, Scarlatti, Schubert, Villa-Lobos.
Après des premiers enregistrements pour Westminster, dans les années 1950, il revint à l’enregistrement à la fin des années 1970 pour la société française Astrée, gravant des intégrales pionnières de Mozart, Beethoven et Schubert sur pianoforte d'époque.  Il a aussi enregistré ces intégrales sur piano moderne. 
En 2017, Deutsche Grammophon, propriétaire du catalogue Westminster, a publié une « Édition Paul Badura-Skoda » de 20 disques en l'honneur du 90e anniversaire du pianiste.

### Des enregistrements faits avec des instruments d'époque
- Paul Badura-Skoda. Mozart. Pianoforte Sonatas. Pianoforte Johann Schantz de 1790, Astree Naive
- Paul Badura-Skoda. Wolfgang Amadeus Mozart. Works for piano. Pianoforte Walter de 1790, Gramola
- Paul Badura-Skoda et Musica Florea. Wolfgang Amadeus Mozart. Piano concertos K.271, K.414. Pianoforte Walter 1792 (Paul McNulty), Arcana
- Paul Badura-Skoda. Franz Schubert. Fantaisie Pour le Piano-forte. Pianoforte Conrad Graf de 1824, Astree
- Charles Mackerras, Paul Badura-Skoda, Polish Radio Symphony Orchestra. Shostakovich. Symphony No.9; Scriabin, Piano Concerto; Dvořák, Symphonic Variations. Pristine Audio
- Paul Badura-Skoda, Vienna Symphony Orchestra, Henry Swoboda.Rimsky-Korsakov. Piano Concerto. Label: Pristine Audio

## Décorations
- Commandeur de l'ordre des Arts et des Lettres Il est fait commandeur lors de la promotion du 21 février 1997[7].
- Chevalier de la Légion d'honneur en 1993[8]
- Anneau Bösendorfer (1978, seuls lauréats avec Wilhelm Backhaus 1953)[9]